# Zelig Kalmanovitch
Zelig Hirsch Kalmanovitch (geboren 1885 in Goldingen, Russisches Kaiserreich; gestorben 1943 im KZ Vaivara, Estland) war ein lettischer jüdischer Philologe und Übersetzer. Er war einer der bedeutendsten Jiddisten des 20. Jahrhunderts.

## Leben
Zelig Kalmanovitch war ein Sohn von Feibush und Ester Kalmanovitch. Er studierte Judaistik und Philologie in Berlin (1902–1905) und Königsberg(1909–1910) und wurde 1919 in St. Petersburg in Linguistik promoviert. Seit 1905 arbeitete er als Übersetzer und arbeitete für den Verlag von Boris Kletskin in Wilna und St. Petersburg. Er gehörte der jiddischen Kultur Lige (dt.: Kultur-Liga) an, die im April 1918 in Kiew gegründet worden war, um länderübergreifend die jiddische Sprache und die jiddische Kultur zu erforschen und zu fördern. Er heiratete Rebecca (Rivka) Luria (1898–1943), sie hatten einen Sohn. Sie flohen aus dem kommunistischen Russland und hielten sich in Lettland, in Litauen und für eine Zeit in Berlin auf. In Kaunas gab er die jiddische Tageszeitung לעצטע נייעס (Letzte Nejes, dt.: Neueste Nachrichten) heraus. 1929 zog er ins seinerzeit polnische Wilna, wo er bei Max Weinreich Mitdirektor des Yidisher Visnshaftlekher Institut (YIVO) wurde und die Institutszeitschrift Yivo bleter herausgab. Bei der zweiten Weltkonferenz des YIVO 1935 verteidigten Weinreich und Kalmanovitch ihre rein wissenschaftliche Ausrichtung des Instituts und wurden für ihre Ignoranz des in Europa grassierenden politischen Antisemitismus kritisiert.
Wilna wurde 1939 durch den Hitler-Stalin-Pakt in den Staat Litauen inkorporiert, der wiederum 1940 Teil der Sowjetunion wurde. 1941 wurde Wilna von den Deutschen erobert. Während Weinreich in die USA geflohen war, hatte Kalmanovitch ausgeharrt und wurde 1941 im Ghetto Wilna inhaftiert. Zusammen mit dem Bibliothekar Herman Kruk wurde er von den Deutschen gezwungen, jüdische Folianten nach ihrem wissenschaftlichen Wert zu sortieren, die dann vom Einsatzstab Reichsleiter Rosenberg nach Deutschland verbracht wurden. Kalmanovitch schrieb im Wilnaer Ghetto ein Tagebuch in hebräischer Sprache, das von Abraham Sutzkever entdeckt wurde.
Bei Auflösung des Wilnaer Ghettos 1943 wurde er in das KZ Vaivara deportiert, wo er an den Haftbedingungen starb. Rivka Kalmanovitch wurde 1943 in Ponary ermordet. Ihr Sohn, der jiddische Philologe Shalom Lurie (1920–2011) war als Jugendlicher 1938 nach Palästina emigriert.

## Schriften (Auswahl)
- Die letzten Tage von Jerusalem. Aus dem 6. Buche von Josephus Flavius’ „Jüdischer Krieg“. Klal-Verlag, Berlin 1922 (jiddisch).

Tagebuch
- Yoman be-Getto Vilna u-Ketavim me-ha-Izavon she-Nimze’u ba-Harisot (Tagebuch aus dem Wilnaer Ghetto). Tel Aviv 1977.

Übersetzungen ins Jiddische
- Simon Dubnow. Algemeyne Idishe geshikhte: fun di eltste tsaytn biz der nayer tsayt. Übersetzung von Weltgeschichte des Jüdischen Volkes aus dem Russischen. Historisher farlag, Wilna 1920.
- Jaroslav Hašek. Der braver soldat Shveyk in der velt-milkhome. Übersetzung von Der brave Soldat Schwejk aus dem Deutschen. Bikher far alemen, Riga 1921.
- Jo. Wagner: Maasijot wegen Feier un Lichtigkeit. Übersetzung. Klal-Verlag, Berlin 1922.
- Jo. Wagner: Maasijot wegen Erd. Übersetzung. Klal-Verlag, Berlin 1922.
- Otto Hauser: Urmensch und Wilder. Eine Parallele zwischen der vorhistorischen Zeit und der jetzigen. Übersetzung. Klal-Verlag, Berlin 1923.
- Robert Wipper: Lehrbuch der alten Geschichte. Übersetzung nach der 10. russischen Auflage. Wostok, Berlin 1924.
- Max Brod. Di froy fun undzer beynkshaft: roman. Bikher far alemen, Riga 1928. (Übersetzung von Die Frau, nach der man sich sehnt aus dem Deutschen)